# Talbotiomyces
Ordre
Famille
Genre
Les Entorrhizaceae sont un genre de champignons, qui sont considérés comme les seuls représentants de l'ordre des Talbotiomycetales.

## Liste d'espèces
- Talbotiomyces calosporus